# 2. Eishockey-Bundesliga 2004/05
Die Saison 2004/05 der 2. Eishockey-Bundesliga begann am 10. September 2004 mit 14 Vereinen und wurde von der Eishockeyspielbetriebsgesellschaft organisiert. Neu in der Liga waren die Wölfe Freiburg, die aus der Deutschen Eishockey Liga abgestiegen waren, sowie die Aufsteiger Moskitos Essen und REV Bremerhaven. Darüber hinaus rückten die Lausitzer Füchse für die Spielbetriebs GmbH des aus finanziellen Gründen ausgeschiedenen EC Bad Nauheim nach.

## Voraussetzungen

### Teilnehmer
Neben dem amtierenden Zweitliga-Meister EHC Wolfsburg, der in die DEL aufgenommen, dem SC Riessersee, der vom Spielbetrieb ausgeschlossen wurde, den Heilbronner Falken, die sportlich den Gang in die Oberliga antreten mussten, verlor die Liga als vierte Mannschaft die Roten Teufel Bad Nauheim, die aufgrund des Rückzuges des Alleingesellschafters den Spielbetrieb einstellten.
Zur Liga stießen der DEL-Absteiger Wölfe Freiburg und die Halbfinalisten der vorigen Oberligasaison, die Fischtown Pinguins, die Moskitos Essen und die Lausitzer Füchse.

## Vorrunde

### Abschlusstabelle
Für einen Sieg nach der regulären Spielzeit wurden einer Mannschaft drei Punkte gutgeschrieben, war die Partie nach 60 Minuten unentschieden, erhielten beide Teams einen Punkt, dem Sieger der fünfminütigen Verlängerung beziehungsweise nach einem nötigen Penaltyschießen wurde ein Zusatzpunkt gutgeschrieben. Verlor eine Mannschaft in der regulären Spielzeit, erhielt diese keine Punkte.
|     | Klub                    | Sp | S  | OTS SOS | OTN SON | N  | Tore    | Diff. | Punkte |
| --- | ----------------------- | -- | -- | ------- | ------- | -- | ------- | ----- | ------ |
| 1.  | Straubing Tigers        | 52 | 31 | 6       | 4       | 11 | 207:138 | 069   | 109    |
| 2.  | Füchse Duisburg         | 52 | 26 | 9       | 4       | 13 | 179:138 | 041   | 100    |
| 3.  | Eisbären Regensburg     | 52 | 28 | 4       | 4       | 16 | 192:139 | 053   | 096    |
| 4.  | Schwenninger Wild Wings | 52 | 28 | 1       | 5       | 18 | 180:143 | 037   | 091    |
| 5.  | Fischtown Pinguins (N)  | 52 | 25 | 4       | 6       | 17 | 164:137 | 027   | 089    |
| 6.  | Landshut Cannibals      | 52 | 21 | 8       | 6       | 17 | 147:146 | 01    | 085    |
| 7.  | Lausitzer Füchse (N)    | 52 | 25 | 1       | 7       | 19 | 177:166 | 011   | 084    |
| 8.  | Bietigheim Steelers     | 52 | 23 | 5       | 4       | 20 | 183:171 | 012   | 083    |
| 9.  | Wölfe Freiburg (A)      | 52 | 21 | 7       | 4       | 20 | 189:160 | 029   | 081    |
| 10. | Moskitos Essen (N)      | 52 | 20 | 5       | 6       | 21 | 166:172 | −06   | 076    |
| 11. | ETC Crimmitschau        | 52 | 18 | 5       | 2       | 27 | 163:185 | −022  | 066    |
| 12. | Tölzer Löwen            | 52 | 16 | 3       | 4       | 29 | 152:185 | −033  | 058    |
| 13. | ESV Kaufbeuren          | 52 | 10 | 2       | 4       | 36 | 131:214 | −083  | 038    |
| 14. | 1. EV Weiden            | 52 | 11 | 1       | 1       | 39 | 108:244 | −136  | 036    |

Abkürzungen: Sp = Spiele, S = Siege, OTS = Siege nach Verlängerung, SOS = Siege nach Penaltyschießen, OTN = Niederlagen nach Verlängerung, SON = Niederlagen nach Penaltyschießen, N = Niederlagen, (N) = Neuling, (A) = Absteiger

Erläuterungen:       = direkte Qualifikation für die Play-offs,       = Abstiegsrunde.

### Ranglisten
| Kategorie         | Name             | Team                | Anzahl                   |
| Topscorer         | Daniel Del Monte | REV Bremerhaven     | 80 Scorerpunkte          |
| Top-Torschütze    | Jason Miller     | Eisbären Regensburg | 37 Tore                  |
| Top-Vorlagengeber | Martin Ančička   | Eisbären Regensburg | 50 Assists               |
| Top-Verteidiger   | Martin Ančička   | Eisbären Regensburg | 60 Scorerpunkte          |
| Top-Torhüter      | Greg Gardner     | REV Bremerhaven     | Gegentorschnitt von 2,93 |
| Shutout-Statistik | Rostislav Haas   | SERC Wild Wings     | 5                        |

### Zahlen und Fakten
- Geschossene Tore: 2338 (Schnitt pro Spiel 7.49)
- Geschossene Tore Heimteams: 1331 (Schnitt pro Spiel 4.27)
- Geschossene Tore Gastteams: 1007 (Schnitt pro Spiel 3.23)
- Verlängerungen (ohne Penalty): 17
- Penaltyschießen: 45
- Auswärtssiege: 146
- Heimsiege: 218
- Höchster Auswärtssieg: ESV Kaufbeuren – REV Bremerhaven 2:9 am 11. Spieltag (15. Oktober 2004)
- Höchster Heimsieg: REV Bremerhaven – 1. EV Weiden 12:1 am 52. Spieltag (13. März 2005)

## Play-offs

### Viertelfinale
Die ersten acht Mannschaften der Hauptrunde traten ab dem 15. März 2005 im Modus „Best of Seven“ gegeneinander an, um einen Aufsteiger in die Deutsche Eishockey Liga auszuspielen.
|                         |   |                     | Serie | 1   | 2   | 3   | 4   | 5   | 6   | 7         |
| ----------------------- | - | ------------------- | ----- | --- | --- | --- | --- | --- | --- | --------- |
| Straubing Tigers        | – | Bietigheim Steelers | 4:2   | 4:2 | 2:3 | 3:0 | 2:5 | 3:2 | 4:2 | –         |
| Füchse Duisburg         | – | Lausitzer Füchse    | 4:0   | 6:3 | 5:1 | 6:0 | 7:2 | –   | –   | –         |
| Eisbären Regensburg     | – | Landshut Cannibals  | 4:1   | 4:1 | 5:3 | 6:0 | 1:5 | 6:2 | –   | –         |
| Schwenninger Wild Wings | – | Fischtown Pinguins  | 3:4   | 3:2 | 3:5 | 3:4 | 5:0 | 3:4 | 4:1 | 3:4 n. P. |

### Halbfinale

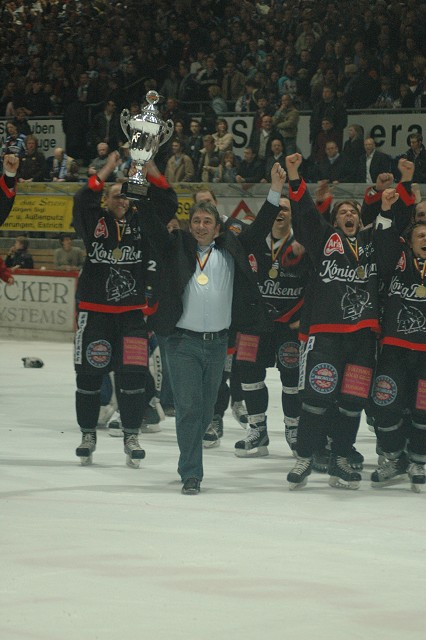
Der EV Duisburg ist nach dem Gewinn der Play-offs Aufsteiger in die Deutsche Eishockey Liga

Am 1. April 2005 begannen die Halbfinalspiele im Modus „Best of Five“.
|                 |   |                     | Serie | 1   | 2         | 3         | 4   | 5   |
| --------------- | - | ------------------- | ----- | --- | --------- | --------- | --- | --- |
| Füchse Duisburg | – | Eisbären Regensburg | 3:2   | 3:5 | 5:4 n. P. | 7:4       | 1:3 | 4:1 |
| EHC Straubing   | – | Fischtown Pinguins  | 3:1   | 4:2 | 3:5       | 4:3 n. V. | 4:2 | –   |

### Finale
Ab dem 12. April 2005 wurde die Finalserie ausgespielt, ebenfalls im Modus „Best of Five“.
|               |   |                 | Serie | 1         | 2         | 3   | 4 | 5 |
| ------------- | - | --------------- | ----- | --------- | --------- | --- | - | - |
| EHC Straubing | – | Füchse Duisburg | 0:3   | 2:3 n. V. | 1:2 n. V. | 3:5 | – | – |

Die Füchse Duisburg sind damit durch einen sogenannten „Sweep“, also dem Gewinn einer Serie ohne Niederlage, Meister der 2. Eishockey-Bundesliga und steigen in die Deutsche Eishockey Liga auf.

## Abstiegsrunde
Die letzten sechs Mannschaften der Vorrunde traten ab dem 18. März 2005 in der Abstiegsrunde gegeneinander an, um zwei Absteiger in die Oberliga auszuspielen.
|    | Klub                   | Sp | S | N | Tore  | Punkte |
| -- | ---------------------- | -- | - | - | ----- | ------ |
| 1. | Wölfe Freiburg (A)     | 10 | 8 | 2 | 38:25 | 21     |
| 2. | Tölzer Löwen           | 10 | 7 | 3 | 29:19 | 21     |
| 3. | ESV Kaufbeuren         | 10 | 5 | 5 | 36:29 | 16     |
| 4. | ESC Moskitos Essen (N) | 10 | 5 | 5 | 27:33 | 16     |
| 5. | ETC Crimmitschau       | 10 | 4 | 6 | 26:27 | 13     |
| 6. | 1. EV Weiden           | 10 | 1 | 9 | 26:46 | 03     |

Abkürzungen: Sp = Spiele, S = Siege, N = Niederlagen, (N) = Neuling, (A) = Absteiger

Erläuterungen:       = Klassenerhalt,       = Abstieg.
Somit stehen der ETC Crimmitschau und der 1. EV Weiden als sportliche Absteiger in die Oberliga fest.